# Raksha Bandhan
Raksha Bandhan es un festival hindú y también secular que celebra el amor y el deber entre hermanos y hermanas. El festival también se usa popularmente para celebrar cualquier tipo de relación hermano-hermana entre hombres y mujeres que son parientes o biológicamente no relacionados. El festival es seguido por los jainistas también.
Se celebra también en muchas comunidades como una fiesta secular, independientemente de su religión, en Bengala Occidental y Punjab. 
En el Raksha Bandhan, las hermanas atan un rakhi (cordón sagrado) en la muñeca de su hermano. Esto simboliza el amor de la hermana y las oraciones por el bienestar de su hermano, y el voto de toda la vida del hermano para protegerla. El festival se celebra en el día de luna llena (Shravan Poornima) del mes Shravan del calendario hindú lunisolar nepalí.
El Raksha Bandhan se celebra principalmente en la India, Mauricio y las principales regiones de Nepal.

## Festival religioso
Raksha Bandhan es una fiesta religiosa que se centra en la representación de la aarti y orando antes de atar el rakhi. Las oraciones se inspiran en las escrituras hindúes. La otra característica religiosa es la aplicación de la Tilak en la frente de la persona que lleva el rakhi.

### Importancia
Raksha Bandhan en sánscrito significa literalmente "el lazo o nudo de protección". La palabra Raksha significa protección, mientras Bandhan es el verbo atar. Se trata de un festival hindú que celebra ritualmente el amor y el deber entre hermanos y sus hermanas. La hermana lleva a cabo la ceremonia de Rakhi, rezando para expresar su amor y su deseo para el bienestar de su hermano; a cambio, el hermano ritualmente se compromete a proteger y cuidar de su hermana en todas las circunstancias. Es una de las ocasiones en que los lazos familiares se reafirman en la India.
El festival es también una ocasión para celebrar los lazos familiares entre primos o familiares lejanos y a veces entre hombres y mujeres biológicamente no relacionados. Para muchos, el festival trasciende la familia biológica, reúne a hombres y mujeres de todas las religiones, los diversos grupos étnicos y ritualmente enfatiza en la armonía y el amor. Se celebra en el mes de śravaṇa del calendario hindú, y por lo general cae en agosto de cada año.

## Festival multicultural
Raksha Bandhan es visto a menudo como un evento multicultural no confesional. Los sacerdotes atan rakhis alrededor de las muñecas de los miembros de la congregación, y a menudo se comparten entre amigos cercanos. La mujer también ata los rakhis alrededor de las muñecas de los jefes de Estado, los miembros de los partidos políticos o los líderes sociales. 
Algunos musulmanes en la India lo ven un festival secular, multicultural, incluyendo la comunidad ismaelita. Raksha Bandhan ha sido adoptado por la comunidad cristiana, que lo ve como un festival de importancia histórica y social, y también se celebra tradicionalmente como un festival secular por los sijs, que implica la vinculación de la Rakhi y entrega de regalos.